# Kirsty Blackman

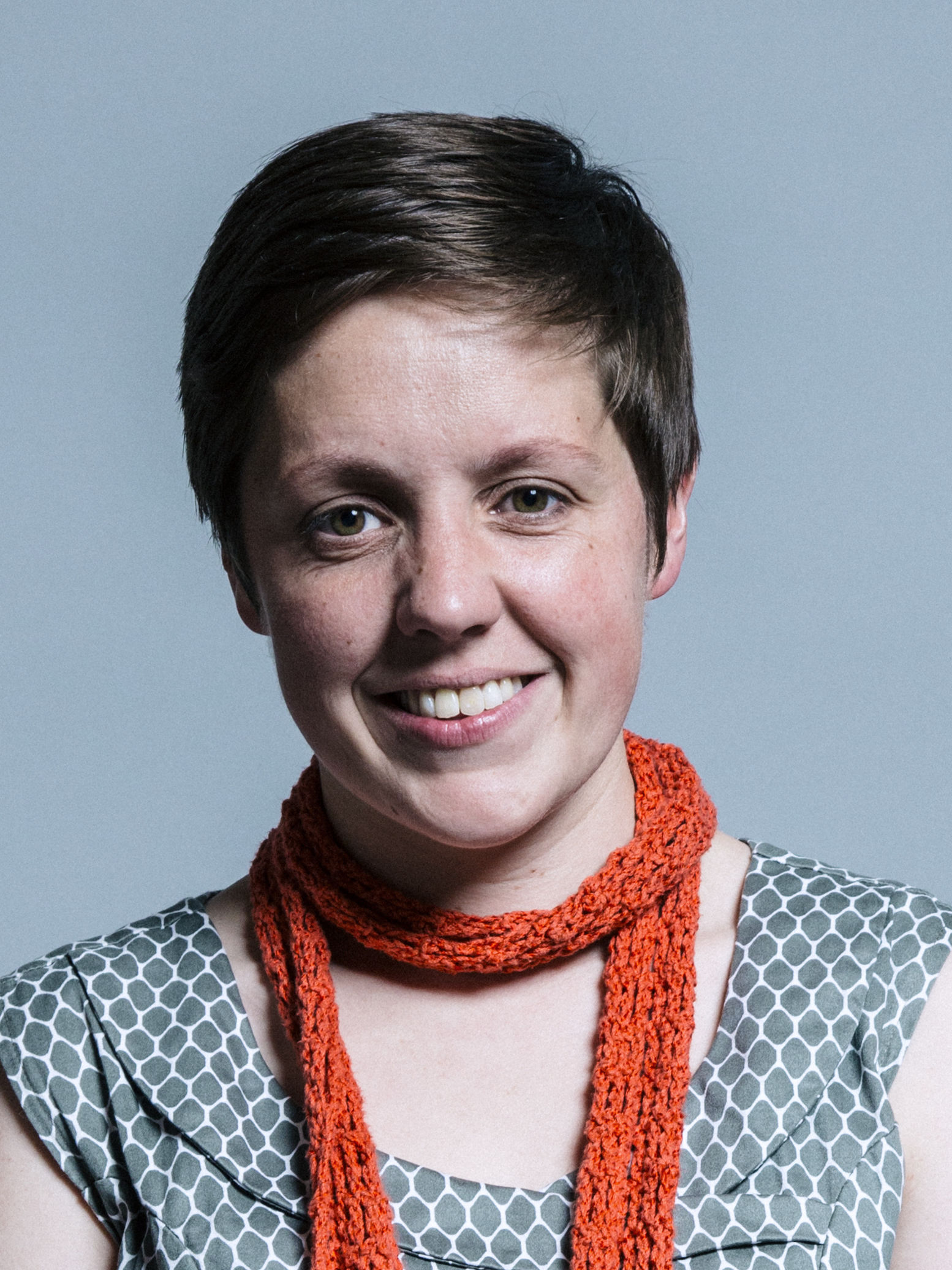
Kirsty Blackman (2017)

Kirsty Blackman (Geburtsname: Kirsty West; * 1986) ist eine britische Politikerin der Scottish National Party (SNP), die seit den Unterhauswahlen vom 7. Mai 2015 Mitglied des House of Commons für den Wahlkreis Aberdeen North ist.

## Leben
Kirsty Blackman begann ihr politisches Engagement für die Scottish National Party (SNP) in der Kommunalpolitik als sie 2007 erstmals im Stimmbezirk Hilton, Stockethill and Woodside zum Mitglied des Stadtrates von Aberdeen (Aberdeen City Council) gewählt wurde. In der Folgezeit fungierte sie als Sprecherin im Ausschuss des Stadtrates für Bildung sowie als Vorsitzende des Lizenzkomitees. Nachdem sie 2012 erneut zum Mitglied des Stadtrates gewählt worden war, übernahm sie die Funktion als Vorsitzende der SNP-Fraktion. In ihrer kommunalpolitischen Arbeit setzte sie sich insbesondere für den Ausbau von Kindertagesstättenplätzen ein.
Bei den Unterhauswahlen vom 7. Mai 2015 wurde Kirsty Blackman für die SNP im Wahlkreis Aberdeen North zum Mitglied des House of Commons gewählt. Dabei konnte sie 24.793 Stimmen (56,4 Prozent) erzielen und das Ergebnis der SNP in diesem Wahlkreis um 34,2 Prozentpunkte verbessern. Sie setzte sich damit deutlich gegen ihren Herausforderer von der Labour Party, den bisherigen Abgeordneten des Schottischen Parlaments Richard Baker, durch, auf den 11.397 Stimmen (25,9 Prozent) entfielen und somit 18,5 Prozentpunkte gegenüber dem bisherigen Labour-Abgeordneten dieses Wahlkreises, Frank Doran, der auf eine erneute Kandidatur verzichtet hatte. Bei den Unterhauswahlen 2017 verteidigte Blackman trotz Stimmverlusten ihr Mandat.
Kirsty Blackman ist verheiratet mit Luke Blackman und Mutter zweier Kinder.